# Mărtinești
Mărtinești è un comune della Romania di 982 abitanti, ubicato nel distretto di Hunedoara, nella regione storica della Transilvania.
Il comune è formato dall'unione di 7 villaggi: Dâncu Mare, Dâncu Mic, Jeledinți, Măgura, Mărtinești, Tămășasa, Turmaș.